# Landgericht Neumarkt in der Oberpfalz

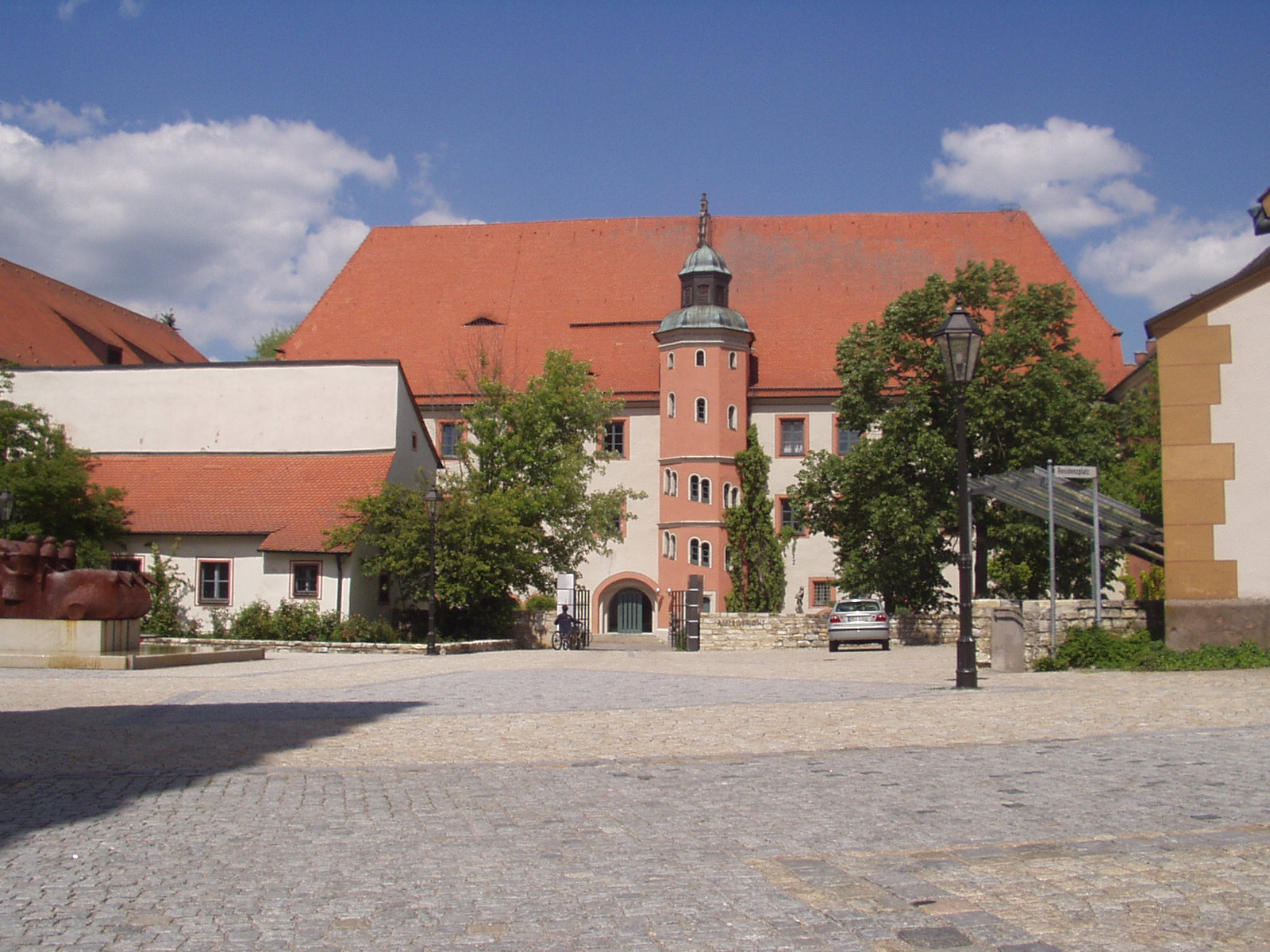
Pfalzgrafenschloss Neumarkt, Amtssitz von Landgericht und späterem Amtsgericht

Das Landgericht Neumarkt in der Oberpfalz war ein von 1803 bis 1879 bestehendes bayerisches Landgericht älterer Ordnung mit Sitz in Neumarkt in der Oberpfalz im heutigen Landkreis Neumarkt in der Oberpfalz. Die Landgerichte waren im Königreich Bayern Gerichts- und Verwaltungsbehörden, die 1862 in administrativer Hinsicht von den Bezirksämtern und 1879 in juristischer Hinsicht von den Amtsgerichten abgelöst wurden.
Im Jahr 1803 wurde im Verlauf der Verwaltungsneugliederung Bayerns das Landgericht Neumarkt in der Oberpfalz errichtet. Dieses kam zum neu gegründeten Altmühlkreis mit der Hauptstadt Eichstätt.

## Amtssitz
Der Amtssitz befand sich im Pfalzgrafenschloss, wo auch das spätere Amtsgericht Neumarkt in der Oberpfalz untergebracht war.